# Jürg Altwegg
Jürg Altwegg (* 27. März 1951 in Zürich) ist ein Schweizer Autor und Journalist.

## Leben
Jürg Altwegg studierte Romanistik, Germanistik und Geschichte an der Universität Zürich und an der Université de Genève. Er war Korrespondent für den Tages-Anzeiger, die Luzerner Neusten Nachrichten, die Basler Zeitung und die Zeit. Für den Norddeutschen Rundfunk und den Hessischen Rundfunk hat er zahlreiche Radio-Features geschrieben. Seit Anfang der 1980er Jahre war er fester Mitarbeiter und von 1988 bis 2017 Redakteur der Frankfurter Allgemeinen Zeitung mit Sitz in Genf (Redaktionskürzel J.A.).
Altwegg berichtet über das kulturelle Geschehen in der Romandie, der übrigen Schweiz und in Frankreich und hat mehrere Bücher zur philosophisch-intellektuellen Szene in Frankreich und Deutschland herausgegeben. Altwegg „[…] fühlt sich als permanenter Grenzgänger zwischen deutscher und frankophoner Welt, aber auch zwischen journalistischen Gattungen und Ressorts“. 1994 wurde er mit dem Preis der Jubiläumsstiftung der Schweizerischen Bankgesellschaft als „…einer der wichtigsten Vermittler der französischen Kultur“ ausgezeichnet. Altwegg schreibt weiterhin Beiträge für die FAZ als deren Kulturkorrespondent (Stand Herbst 2018).
In jüngerer Zeit ist er auch Autor der nationalkonservativen Weltwoche.
Altwegg lebt bei Genf.

## Veröffentlichungen
- Tod eines Philosophen. Jean-Paul Sartre, Symbol einer unvollendeten Epoche. Benteli, Bern 1981; Lizenzausgabe Schneider, München 1981, ISBN 3-7165-0379-7.
- Leben und Schreiben im Welschland. Porträts, Gespräche und Essays aus der französischen Schweiz. Ammann, Zürich 1983, ISBN 3-250-01005-7.
- Perspektive Schweiz. Gespräche mit Zeitgenossen (als Mitherausgeber). Benziger, Zürich 1986, ISBN 3-545-34052-X.
- Die Republik des Geistes. Frankreichs Intellektuelle zwischen Revolution und Reaktion. Piper, München 1986; erw. Neuausgabe ebd. 1989 (sp 1130), ISBN 3-492-11130-0.
- Wir und die Welt = La Suisse et le monde (als Herausgeber). Sauerländer, Aarau 1987, ISBN 3-7941-2956-3.
- Französische Denker der Gegenwart. 20 Porträts (mit Aurel Schmidt). Beck, München 1987, ISBN 3-406-31992-0.
- Die Heidegger-Kontroverse (als Herausgeber). Athenäum, Frankfurt am Main 1988, ISBN 3-610-04714-3.
- Frankreich. Oase, Badenweiler 1988, ISBN 3-88922-200-5.
- Horizont 92. Die Schweiz im Zeichen der EG (als Herausgeber). Sauerländer, Aarau 1988, ISBN 3-7941-3086-3.
- Die langen Schatten von Vichy. Frankreich, Deutschland und die Rückkehr des Verdrängten. Hanser, München 1998, ISBN 3-446-19474-6.
- Geisterzug in den Tod. Ein unbekanntes Kapitel der deutsch-französischen Geschichte 1944. Rowohlt, Reinbek 2001, ISBN 3-498-00057-8.
- Ach, du liebe Schweiz. Essays zur Lage der Nation. Nagel & Kimche, Zürich 2002, ISBN 3-312-00291-5.
- Kuhschweizer und Sauschwaben. Schweizer, Deutsche und ihre Hassliebe (herausgegeben mit Roger de Weck). Mit Zeichnungen von Nico. Nagel & Kimche, Zürich 2003, ISBN 3-312-00315-6.
- Helvetia im Außendienst. Was Schweizer in der Welt bewegen. Nagel & Kimche, Zürich 2004, ISBN 3-312-00349-0.
- Ein Tor, in Gottes Namen! Über Fußball, Politik und Religion. Hanser, München 2006, ISBN 3-446-20709-0.
- Sind die Schweizer die besseren Deutschen? Der Hass auf die kleinen Unterschiede (zusammen mit Roger de Weck). Nagel & Kimche, Zürich 2010, ISBN 978-3-312-00457-7.